# Nguyễn Chí Dũng (thiếu tướng)
Nguyễn Chí Dũng là Thiếu tướng Công an nhân dân Việt Nam. Ông từng giữ chức vụ Phó tổng cục trưởng Tổng cục An ninh 2, Bộ Công an Việt Nam (2010-2014); Giám đốc Công an Thành phố Hồ Chí Minh (2002-2010).

## Xuất thân và giáo dục
quê quán xã Thanh Phú Huyện Bến Lức Tỉnh Long An, Ông là người con thứ 9 của Cụ Nguyễn Văn Siêu nhà hoạt động cách mạng 
Gia đình ông có truyền thống theo cách mạng nhiều đời  

## Sự nghiệp
Nguyễn Chí Dũng từng là Ủy viên Ban Thường vụ Thành ủy Thành phố Hồ Chí Minh, Bí thư Đảng ủy, Giám đốc Công an Thành phố Hồ Chí Minh.
Năm 1996, ông là ủy viên Ban Chấp hành Đảng bộ Thành phố Hồ Chí Minh khóa 6 nhiệm kì 1996-2000, Phó Giám đốc Công an Thành phố Hồ Chí Minh. Ông có biệt danh "Chín Dũng".
Năm 2002, ông là đại tá, Giám đốc Công an Thành phố Hồ Chí Minh.
Ông là Giám đốc Công an Thành phố Hồ Chí Minh, ủy viên Ủy ban nhân dân Thành phố Hồ Chí Minh khóa 7 nhiệm kì 2004-2009.
Năm 2005, ông là ủy viên Ban Thường vụ Thành ủy Thành phố Hồ Chí Minh khóa 8 nhiệm kì 2005-2010, Giám đốc Công an Thành phố Hồ Chí Minh.
Ngày 9 tháng 1 năm 2005, ông được Chủ tịch nước Trần Đức Lương thăng quân hàm Thiếu tướng Công an nhân dân.
Từ tháng 3 năm 2005 đến tháng 8 năm 2010, ông là Thiếu tướng, Giám đốc Công an Thành phố Hồ Chí Minh.
Ngày 6 tháng 8 năm 2010, Nguyễn Chí Dũng được Bộ Công an Việt Nam điều động, bổ nhiệm giữ chức vụ Phó tổng cục trưởng Tổng cục An ninh 2, Bộ Công an Việt Nam, còn thiếu tướng Nguyễn Chí Thành - Phó giám đốc Công an TP.HCM được bổ nhiệm giữ chức vụ Giám đốc Công an TP.HCM.

## Kỉ luật cảnh cáo
Chiều ngày 15 tháng 10 năm 2010, Ủy ban Kiểm tra Trung ương Đảng Cộng sản Việt Nam đã ra thông báo về Kỳ họp thứ 33 của Ủy ban. Theo đó, thiếu tướng Nguyễn Chí Dũng bị xem xét thi hành kỉ luật đảng với hình thức cảnh cáo, do "Trên cương vị là Bí thư Đảng ủy, Giám đốc Công an Thành phố Hồ Chí Minh đã thiếu trách nhiệm để đơn vị xảy ra nhiều khuyết điểm, vi phạm nghiêm trọng trong thời gian dài; để đơn vị lập quỹ riêng, chi tiêu không đúng quy định của Nhà nước; quản lý, sử dụng nhà, đất an ninh không đúng quy định."

## Khen thưởng
Sáng ngày 8 tháng 8 năm 2015, thiếu tướng Nguyễn Chí Dũng, nguyên giám đốc Công an Thành phố Hồ Chí Minh được nhận Bằng khen của Bộ Công an Việt Nam tại Lễ khánh thành và gắn biển công trình trụ sở làm việc Công an TP.HCM tại số 268 Trần Hưng Đạo, Q.1.